# Бангпаконг – Бангкок-Південь/Талуанг/Каенгкой
Бангпаконг – Бангкок-Південь/Талуанг/Каенгкой — трубопровідна система у Таїланді, через яку подали газ ряду промислових споживачів центрального району країни.
У 1981-му до Бангпаконгу почало нсдходити блакитне паливо походженням з офшорних родовищ Сіамської затоки (Перший трубопровід). Одним з напрямків подальшого використання цього ресурсу стало живлення потужної теплової електростанції Бангкок-Південь та цементних заводів компанії Siam Cement у провінції Сарабурі, для чого того ж 1981 року ввели в дію систему газопроводів, що складалась із наступних ділянок:
- від Бангпаконг на захід до ТЕС Бангкок-Південь завдовжки 57 км з діаметром 700 мм та пропускною здатністю 7,9 млн м3 на добу;
- від Бангпхлі (посередині ділянки Бангпаконг – Бангкок-Південь) на північ до Нонгкае (Nong Khae) завдовжки 99 км з діаметром 600 мм;
- від Нонгкае до цементного заводу у Талуанг завдовжки 34 км з діаметром 400 мм та пропускною здатністю 2,3 млн м3 на добу;
- від Нонгкае до цементного заводу у Каенгкой завдовжки 46 км з діаметром 400 мм та пропускною здатністю 2,7 млн м3 на добу.
В подальшому протранспортований по системі ресурс могли або можуть отримувати й інші споживачі, наприклад, ТЕЦ Каенгкой I (стала до ладу в 1998 році), ТЕЦ Самутпракан (введена у 1999-му), ТЕЦ Бангпу. 